# Футзал в Івано-Франківській області
Футзал — один з найпопулярніших і наймасовіших видів спорту у Івано-Франківської області.

## Команди майстрів Івано-Франківської області
- «Ураган» (Івано-Франківськ)
- «Епіцентр К10» (Івано-Франківськ)
- «Віза Вторма» (Івано-Франківськ)
- «Станіслав» (Івано-Франківськ)
- «Каменяр» (Івано-Франківськ)

## Чемпіонат Івано-Франківської області

### Всі переможці
| - 2004-2005 «Фінанси та Кредит» - 2005-2006 «Казино-36» - 2006-2007 «Пасічна» - 2007-2008 «ГаличинаТабак» - 2008-2009 «ПТД» - 2009-2010 «ПТД» - 2010-2011 «Ельдорадо» - 2011-2012 «ПТД» | - 2012-2013 «Баварія РП» - 2013-2014 «Епіцентр К10» - 2014-2015 «Епіцентр К10» - 2015-2016 «Віза Вторма» - 2016-2017 - 2017-2018 «Зорі Карпат» Микуличин - 2018-2019 СК "Городенка" Городенка |